# Friedrich Loeffler
Friedrich August Johannes Loeffler (1852 - 1915) va ser un bacteriòleg alemany que treballava a la Universitat de Greifswald.

## Biografia
Es va doctorar en medicina a la Universitat de Berlín in 1874. Treballà amb Robert Koch des de 1879 fins a 1884
Va desenvolupar mètodes originals de tinció importants en la bacteriologia. Va estudiar les malalties parasitàries. Entre els seus descobriments hi ha l'organisme que causa la diftèria (Corynebacterium diphtheriae) i la causa d'una malaltia del cavalls (Aphthovirus).
El Friedrich Loeffler Institut de l'illa Riems prop de Greifswald l'honora.